# Dicranophorus
Dicranophorus är ett släkte av hjuldjur som beskrevs av Christian Ludwig Nitzsch 1827. Dicranophorus ingår i familjen Dicranophoridae.

## Dottertaxa tillDicranophorus, i alfabetisk ordning[1][2]
- Dicranophorus alcimus
- Dicranophorus artamus
- Dicranophorus aspondus
- Dicranophorus biastis
- Dicranophorus bulgaricus
- Dicranophorus cambari
- Dicranophorus capucinus
- Dicranophorus colastes
- Dicranophorus corystis
- Dicranophorus difflugiarum
- Dicranophorus dolerus
- Dicranophorus edestes
- Dicranophorus epicharis
- Dicranophorus esox
- Dicranophorus facilis
- Dicranophorus facinus
- Dicranophorus forcipatus
- Dicranophorus grandis
- Dicranophorus grypus
- Dicranophorus halbachi
- Dicranophorus haueri
- Dicranophorus hauerianus
- Dicranophorus hercules
- Dicranophorus isothes
- Dicranophorus kostei
- Dicranophorus lenapensis
- Dicranophorus leptodon
- Dicranophorus liepolti
- Dicranophorus luetkeni
- Dicranophorus mesotis
- Dicranophorus minutes
- Dicranophorus myriophylli
- Dicranophorus pauliani
- Dicranophorus pennatus
- Dicranophorus ponerus
- Dicranophorus prionacis
- Dicranophorus proclestes
- Dicranophorus riparius
- Dicranophorus robustus
- Dicranophorus rostratus
- Dicranophorus saevus
- Dicranophorus scotius
- Dicranophorus sebastus
- Dicranophorus secretus
- Dicranophorus semnus
- Dicranophorus siedleckii
- Dicranophorus sigmoides
- Dicranophorus spiculatus
- Dicranophorus strigosus
- Dicranophorus stultus
- Dicranophorus tegillus
- Dicranophorus thysanus